# Водяна кусюча черепаха
Водяна кусюча черепаха (Myuchelys) — рід черепах з родини Змієшиї черепахи підряду Бокошиї черепахи. Має 4 види. раніше належали до роду Австралійські кусючі черепахи. Лише з 2009 року став самостійним родом.

## Опис
Загальна довжина карапаксу представників цього роду коливається від 22 до 29 см. Голова велика та широка. Шия цих черепах найбільш коротка з усіх представників родини. На відміну від інших родів відсутній розвинений альвеолярний гребінь та основної кістки щелепи. Тім'яна кістка доволі широка. Барабанна перетинка вузька. Присутній великий щиток на потилиці. Підборіддя наділена 2—4 маленькими вусиками. Задня частина панцира зубчата. Лапи наділені дуже розвиненими перетинками.
Забарвлення панцира коричневе, оливкове різних відтінків. Шкіра та пластрон відрізняються від карапаксу більш світлими кольорами.

## Спосіб життя
Полюбляють річки, струмки, озера, болота. Весь час перебувають у воді. При цьому можуть жити лише у чистій воді. харчуються як тваринною, так й рослинною їжею.
Самиці відкладають до 20 яєць.

## Розповсюдження
Мешкають на півночі Австралії та на півдні о. Нова Гвінея.

## Види
- Myuchelys bellii
- Myuchelys georgesi
- Myuchelys latisternum
- Myuchelys purvisi